# 이웅

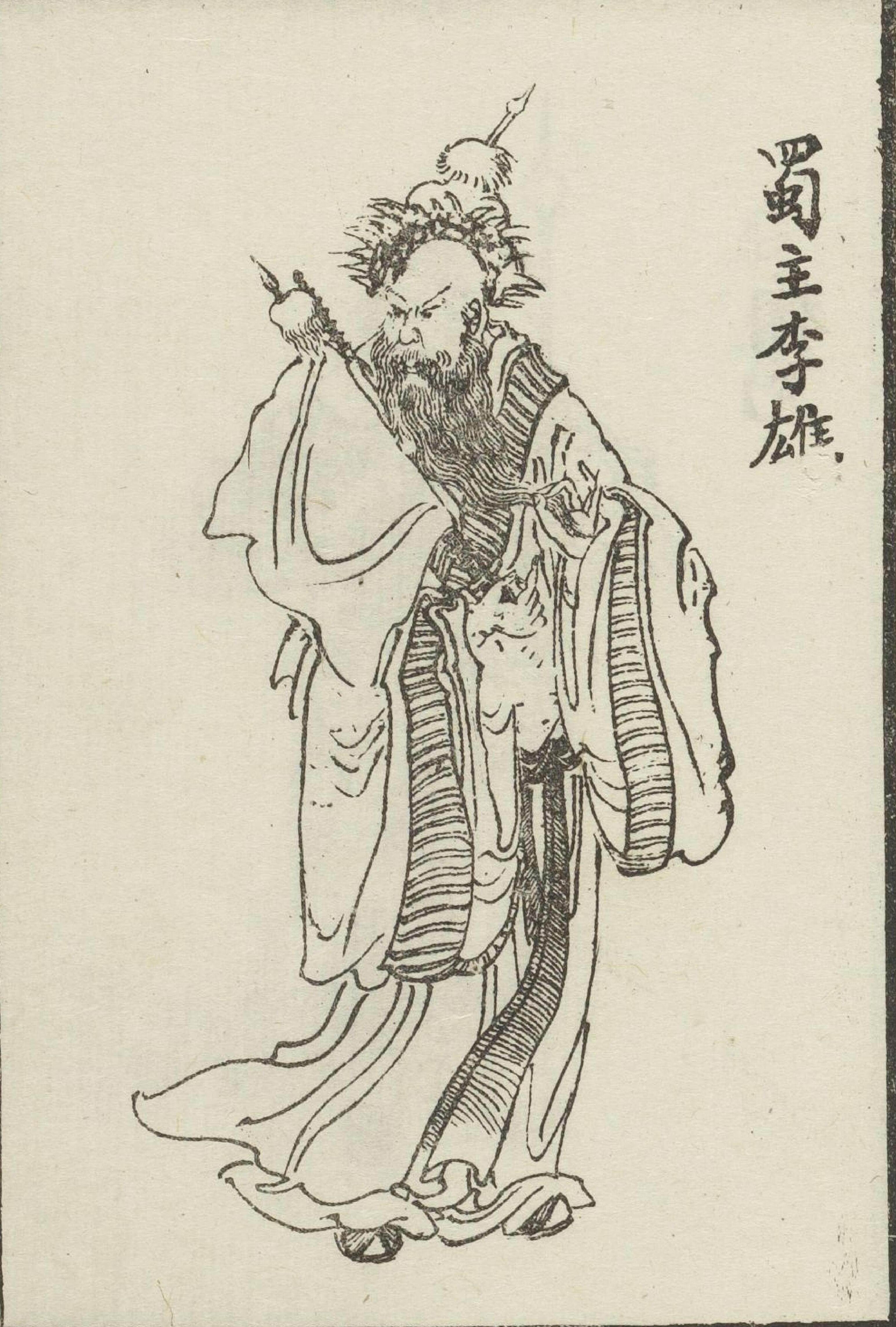
이웅

성 태종 무황제 이웅(成 太宗 武皇帝 李雄, 274년 ~ 334년, 재위：304년 ~ 334년)은 오호십육국 시대 성한의 초대 황제로, 자는 중준(仲雋 혹 仲儁)이다.

## 생애
이웅은 파저족(巴氐族) 출신의 무장 이특의 셋째 아들로, 274년 출생하였다. 이특이 301년에 거병하자 그 휘하에서 활약하였으며, 303년 2월, 이특이 전사하자, 뒤를 이은 이류의 밑에서 활약하였다. 서진의 익주자사 나상(羅尙)의 군대가 맹공을 가해 이류는 항복하려 하였으나, 이웅이 반대하여 항복하지 못하게 하였으며, 군대를 이끌고 분투하여 나상의 군대를 압도하게 되었다. 9월에 이류가 병사하자 뒤를 이어 대장군·익주목을 자칭하였다.
윤12월, 이웅은 나상을 물리치고 성도를 점령하였으며, 이후 익주 지역을 장악하였다. 익주의 현자 범장생(范長生)을 영입하려 하였으나 범장생이 거절하여 실패하였다. 304년 10월, 이웅은 여러 부하들의 추대로 성도왕에 즉위하고 연호를 고쳐 건흥이라고 하였다. 일반적으로 이때를 성한이 건국된 기점으로 본다. 306년 3월에는 범장생이 이웅에게 투신하였고, 이웅은 그를 승상으로 삼았다. 6월에 이르러, 이웅은 황제에 즉위하고 국호를 대성(大成)이라 하였다.
이웅의 치세에는 범장생 등에 의해 법을 간소화하고 현명한 정치를 펼쳐 30년 가까운 재위 기간 동안 안정된 평화를 누렸다. 그러나 정실 황후로부터 자식을 얻지 못하여 후궁 소생의 아들 10여 명만 두었으며, 일찍 죽은 형 이탕의 아들인 조카 이반을 태자로 삼았다. 이로 인해 이웅의 친아들들 사이에 반발이 있었다.
334년에 61세를 일기로 사망하였다.
| 전 대 이류(李流) | 제1대 성한 황제 304년 ~ 334년 | 후 대 이반(李班) |